# الهيبة جبل (مسلسل)
الهيبة جبل هو الجُزء الخامس والأخير من مسلسل الهيبة السوري اللبناني، وبدأ عرضه في 18 أكتوبر (تشرين الأول) 2021 ميلاديًا. كان قد سبقه الهيبة الرد الذي كان من المقرر عرضه في رمضان 1440 هـ، ولكن تأجل عرضه بسبب جائحة فيروس كورونا 2019–20 التي أثرت على جميع دول العالم، حيث عُرض في بداية نوفمبر 2020.
يذكر مُلخص العمل أنَّ «يكتشف جبل مخططًا لتحويل السد المائي الذي تنعم بخيراته الهيبة إلى أخطر منفذ تهريب عرفته الحدود، ما يضعه أمام معركة لا خيار فيها سوى المواجهة».

## العرض
أعلنت شركة إنتاج المُسلسل في بداية شهر أُكتوبر (تشرين الأول) بأنَّ عرض الجزء الخامس والأخير من مسلسل الهيبة سيكون بتاريخ 18 أكتوبر (تشرين الأول) 2021 على قناة إم بي سي 1، على أن يُعرض قبلها بيومٍ واحد على شاهد.نت.
في 24 سبتمبر 2021 أعلن المُنتج صادق الصباح عبر حسابه الرسمي في موقع تويتر تتضمن «النجم #تيم_حسن يختتم #الهيبة كما لم ترونه من قبل... والله وليّ التوفيق».

## طاقم العمل
مسلسل «الهيبة جبل» من إنتاج شركة سيدرز آرت برودكشن للمُنتج صادق الصباح، وإخراج سامر برقاوي.

### الممثلون المشاركون
من أبرزهم:
- تيم حسن بدور (جبل شيخ الجبل)
- إيميه صياح بدور (سارة إبراهيم)
- عبدالمنعم عمايري بدور (وديع)
- منى واصف بدور (ناهد عمران)
- روزينا لاذقاني بدور (منى شيخ الجبل)
- عبدو شاهين بدور (شاهين شيخ الجبل)
- ختام اللحام بدور (هناء شيخ الجبل)
- ناظم عيسى بدور (أبو علي)
- هند خضرا بدور (ريما)

## روابط خارجية
- الهيبة جبل على موقع نتفليكس (الإنجليزية)
- الهيبة جبل على موقع قاعدة بيانات الأفلام العربية